# Jクロニクルベスト
Jクロニクルベストは、2013年に日本プロサッカーリーグ（Jリーグ）誕生20周年を記念してJリーグが主催して行った、過去20年間のJリーグ「ベストイレブン」「ベストゴール」「ベストマッチ」を選出する企画。

## 概要
1993年から2012年までの20年間での「ベストイレブン」「ベストゴール」「ベストマッチ」の3部門をサポーターの投票で決めるというもので、最終結果は2013年5月17日に発表された。
選考は以下の3段階で実施された。
1. Jリーグ公式サイト内にも受けられた特設サイト『Jクロニクルベスト』に各部門ノミネートに対するリクエストを受付（2012年12月4日 - 2013年1月6日）[2]。
2. リクエスト結果に基づいて、Jリーグが以下のノミネート対象を公表し、これに対して『Jクロニクルベスト』サイトでWEB投票を実施（2013年1月15日 - 5月15日）[3]。
  - ベストゴール - 各シーズン平均20ゴール、合計400点前後を事前選考
  - ベストマッチ - 合計20試合を事前選考
  - ベストイレブン - 過去Jリーグに在籍経験のある3,000人以上の選手をインデックス化
3. 各部門のベスト10での「決選投票」を実施（2013年5月8日 - 5月15日）。決選投票は『Jクロニクルベスト』サイトからのWEB投票のほか、ソーシャルコンテンツ『Jリーグドリームレジェンズ』（コナミデジタルエンタテインメント）からも投票を受け付けた[4]。

「ベストマッチ」部門でランクインした10試合は、その試合に出場していた選手を解説をしたものがスカパー!で放送された。

## ベストイレブン
所属チームは、発表時（2013年5月）現役選手は発表時点での所属チーム、海外所属の現役選手・故人・引退選手はJリーグでの最終所属。
| Pos. | 選手名                   | 所属チーム             |
| ---- | ------------------------ | ---------------------- |
| GK   | 川口能活                 | ジュビロ磐田           |
| DF   | 松田直樹                 | 横浜F・マリノス        |
| DF   | 中澤佑二                 | 横浜F・マリノス        |
| DF   | 井原正巳                 | 浦和レッズ             |
| MF   | 遠藤保仁                 | ガンバ大阪             |
| MF   | 中田英寿                 | ベルマーレ平塚         |
| MF   | 中村俊輔                 | 横浜F・マリノス        |
| MF   | 名波浩                   | ジュビロ磐田           |
| FW   | 三浦知良                 | 横浜FC                 |
| FW   | 中山雅史                 | コンサドーレ札幌       |
| FW   | ドラガン・ストイコビッチ | 名古屋グランパスエイト |

| 順位 | GK                     | GK                     | GK     | DF                 | DF                     | DF     |
| 順位 | 選手名                 | 所属チーム             | 得票数 | 選手名             | 所属チーム             | 得票数 |
| ---- | ---------------------- | ---------------------- | ------ | ------------------ | ---------------------- | ------ |
| 1    | 川口能活               | ジュビロ磐田           | 3,756  | 松田直樹           | 横浜F・マリノス        | 4,793  |
| 2    | 楢﨑正剛               | 名古屋グランパスエイト | 3,240  | 中澤佑二           | 横浜F・マリノス        | 4,449  |
| 3    | シジマール             | 清水エスパルス         | 1,288  | 井原正巳           | 浦和レッズ             | 4,283  |
| 4    | 川島永嗣               | 川崎フロンターレ       | 932    | 田中マルクス闘莉王 | 名古屋グランパスエイト | 4,000  |
| 5    | 曽ヶ端準               | 鹿島アントラーズ       | 731    | 秋田豊             | 京都サンガF.C.         | 2,583  |
| 6    | 松永成立               | 京都パープルサンガ     | 434    | 長友佑都           | FC東京                 | 2,326  |
| 7    | 都築龍太               | 湘南ベルマーレ         | 395    | 内田篤人           | 鹿島アントラーズ       | 2,219  |
| 8    | 西川周作               | サンフレッチェ広島     | 329    | ギド・ブッフバルト | 浦和レッズ             | 1,961  |
| 9    | アルノ・ヴァン・ズワム | ジュビロ磐田           | 202    | 駒野友一           | ジュビロ磐田           | 1,360  |
| 10   | ハーフナー・ディド     | コンサドーレ札幌       | 187    | 加地亮             | ガンバ大阪             | 572    |

| 順位 | MF               | MF                     | MF     | FW                       | FW                     | FW     |
| 順位 | 選手名           | 所属チーム             | 得票数 | 選手名                   | 所属チーム             | 得票数 |
| ---- | ---------------- | ---------------------- | ------ | ------------------------ | ---------------------- | ------ |
| 1    | 遠藤保仁         | ガンバ大阪             | 4,974  | 三浦知良                 | 横浜FC                 | 5,852  |
| 2    | 中田英寿         | ベルマーレ平塚         | 4,759  | 中山雅史                 | コンサドーレ札幌       | 5,510  |
| 3    | 中村俊輔         | 横浜F・マリノス        | 4,608  | ドラガン・ストイコビッチ | 名古屋グランパスエイト | 4,855  |
| 4    | 名波浩           | ジュビロ磐田           | 4,585  | パトリック・エムボマ     | ヴィッセル神戸         | 2,725  |
| 5    | 小野伸二         | 清水エスパルス         | 4,511  | 久保竜彦                 | サンフレッチェ広島     | 2,457  |
| 6    | ドゥンガ         | ジュビロ磐田           | 3,441  | 佐藤寿人                 | サンフレッチェ広島     | 1,958  |
| 7    | 藤田俊哉         | ジェフユナイテッド千葉 | 3,139  | エメルソン               | 浦和レッズ             | 1,733  |
| 8    | 小笠原満男       | 鹿島アントラーズ       | 3,122  | マルキーニョス           | 横浜F・マリノス        | 1,700  |
| 9    | 香川真司         | セレッソ大阪           | 2,548  | 前田遼一                 | ジュビロ磐田           | 1,591  |
| 10   | ロブソン・ポンテ | 浦和レッズ             | 1,464  | ワシントン               | 浦和レッズ             | 1,532  |

## ベストゴール
選手の所属チーム・開催スタジアムの表記は開催当時のもの。
| 順位 | 得点者                        | 対象試合                                                                          | 開催日/開催スタジアム                      | 得票数 | 外部リンク         |
| ---- | ----------------------------- | --------------------------------------------------------------------------------- | ------------------------------------------ | ------ | ------------------ |
| 1    | レオナルド（鹿島）            | '95 Jリーグ NICOSシリーズ 第19節 鹿島アントラーズvs横浜フリューゲルス             | 1995年11月1日 県立カシマサッカースタジアム | 4,106  | 公式動画(YouTube） |
| 2    | 久保竜彦（横浜FC）            | 2007 Jリーグ ディビジョン1 第1節 浦和レッズvs横浜FC                               | 2007年3月3日 埼玉スタジアム2002            | 1,981  | 公式動画(YouTube） |
| 3    | 小笠原満男（鹿島）            | 2001サントリーチャンピオンシップ 第2戦 鹿島アントラーズvsジュビロ磐田             | 2001年12月8日 県立カシマサッカースタジアム | 1,820  | 公式動画(YouTube） |
| 4    | パトリック・エムボマ（G大阪） | 1997 Jリーグ 1stステージ 第1節 ガンバ大阪vsベルマーレ平塚                         | 1997年4月12日 万博記念競技場               | 1,744  | 公式動画(YouTube） |
| 5    | 玉田圭司（名古屋）            | 2011 Jリーグ ディビジョン1 第24節 名古屋グランパスエイトvsヴァンフォーレ甲府      | 2011年8月28日 豊田スタジアム               | 1,699  | 公式動画(YouTube） |
| 6    | ラモス瑠偉（V川崎）           | 1994 Jリーグサントリーチャンピオンシップ 第2戦 ヴェルディ川崎vsサンフレッチェ広島 | 1994年12月2日 国立霞ヶ丘競技場             | 1,484  | 公式動画(YouTube） |
| 7    | 永井雄一郎（浦和）            | 2004 Jリーグ ディビジョン1 2ndステージ 第2節 浦和レッズvs東京ヴェルディ1969       | 2004年8月21日 埼玉スタジアム2002           | 1,305  | 公式動画(YouTube） |
| 8    | エドゥー（横浜F）             | '94 Jリーグ サントリーシリーズ 第6節 ジュビロ磐田vs横浜フリューゲルス             | 1994年4月2日 ジュビロ磐田スタジアム        | 1,040  | 公式動画(YouTube） |
| 9    | ジーコ（鹿島）                | '93 Jリーグ サントリーシリーズ 第1節 鹿島アントラーズvs名古屋グランパスエイト     | 1993年5月16日 県立カシマサッカースタジアム | 761    | 公式動画(YouTube） |
| 10   | フランサ（柏）                | 2008 Jリーグ ディビジョン1 第20節 浦和レッズvs柏レイソル                          | 2008年8月9日 埼玉スタジアム2002            | 518    | 公式動画(YouTube） |

## ベストマッチ
対戦カード・開催スタジアムの表記は試合の行われた当時のもの。
| 順位 | 対戦カード                                                                       | 開催日/開催スタジアム                      | 概要 | 試合データ | 得票数 |
| ---- | -------------------------------------------------------------------------------- | ------------------------------------------ | --- | ---------- | ------ |
| 1    | 2006 Jリーグ ディビジョン1 第34節 浦和レッズ 3-2 ガンバ大阪                      | 2006年12月2日 埼玉スタジアム2002           | 最終節での首位浦和と2位G大阪の直接対決（優勝決定戦） 62,240人の最多観客記録（当時）の試合を制した浦和がリーグ初優勝。                        | 公式記録   | 2,306  |
| 2    | 2001 サントリーチャンピオンシップ 第2戦 鹿島アントラーズ 1v-0 ジュビロ磐田       | 2001年12月8日 県立カシマサッカースタジアム | 2試合とも90分でドローとなったためVゴール方式の延長戦を実施 鹿島MF小笠原満男のFK（ベストゴール3位）が決まって鹿島の優勝決定                   | 公式記録   | 2,010  |
| 3    | 1999 サントリーチャンピオンシップ 第2戦 清水エスパルス 2-1(PK2-4) ジュビロ磐田   | 1999年12月11日 日本平スタジアム            | 清水が数的不利の状況からMF澤登正朗のFKなどで逆転勝ちし2戦でタイスコアに。 最後はPK戦に勝利した磐田が静岡ダービーのチャンピオンシップを制す。 | 公式記録   | 1,160  |
| 4    | '93 Jリーグサントリーシリーズ 第1節 ヴェルディ川崎 1-2 横浜マリノス              | 1993年5月15日 国立霞ヶ丘競技場             | 約6万人の観衆を集めたJリーグオープニングマッチ V川崎が先制するも横浜Mが逆転勝ち                                                              | 公式記録   | 1,116  |
| 5    | 2008 Jリーグ ディビジョン1 第34節 ジェフユナイテッド千葉 4-2 FC東京              | 2008年12月6日 フクダ電子アリーナ           | J1残留のかかる最終節の一戦 千葉が2点先制されながらも終盤の4得点で残留を果たす                                                                | 公式記録   | 1,081  |
| 6    | 2003 Jリーグ ディビジョン1 2ndステージ 第15節 横浜F・マリノス 2-1 ジュビロ磐田   | 2003年11月29日 横浜国際総合競技場          | 最終節での首位磐田と3位横浜FMの直接対決 横浜FMが逆転で完全優勝を決める                                                                       | 公式記録   | 764    |
| 7    | 1999 Jリーグ ディビジョン1 1stステージ 第11節 鹿島アントラーズ 1-2v ジュビロ磐田 | 1999年5月5日 国立霞ヶ丘競技場              | 黄金期を迎えた磐田と鹿島の一戦 磐田MF藤田俊哉のVゴールで激闘を制す                                                                           | 公式記録   | 626    |
| 8    | 2011 Jリーグ ディビジョン1 第7節 川崎フロンターレ 1-2 ベガルタ仙台               | 2011年4月23日 等々力陸上競技場             | 東日本大震災に伴うリーグ戦中断明けの初戦 クラブ自身も甚大な被害を受けた仙台が逆転勝利。等々力でのクラブ初勝利を記録。                        | 公式記録   | 564    |
| 9    | 2005 Jリーグ ディビジョン1 第34節 川崎フロンターレ 2-4 ガンバ大阪                | 2005年12月3日 等々力陸上競技場             | 5チームが絡む優勝争いでの最終節の一戦 G大阪が終盤の2得点で逆転優勝                                                                           | 公式記録   | 451    |
| 10   | 2004 サントリーチャンピオンシップ 第2戦 浦和レッズ 1-0(PK2-4) 横浜F・マリノス    | 2004年12月11日 埼玉スタジアム2002          | 3年振りに開催された“最後の”チャンピオンシップ第2戦 延長でも決着がつかずPK戦で横浜FMが優勝を決める                                            | 公式記録   | 419    |